# Diogo Dias

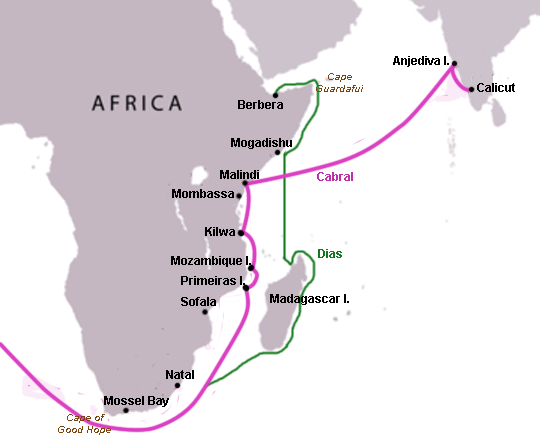
De route van Diogo Dias (groen)

Diogo Dias (ca.1500) was een Portugese ontdekkingsreiziger. Hij was de eerste Europeaan die voet aan wal zette op het eiland Madagaskar.

## Reizen
Diogo Dias voer mee met Vasco da Gama met de eerste Indische armada (1497-1499) in de hoedanigheid van klerk (escrivão). Tijdens de tweede Indische armada (1500-1501) onder leiding van Pedro Álvares Cabral was hij kapitein van een van de dertien schepen. Zijn broer Bartolomeu Dias, de ontdekker van Kaap de Goede Hoop was ook mee.
De expeditie voer met de Atlantische Noordequatoriale stroom en kwam bewust of onbewust voorbij de kusten van Brazilië en via de Braziliëstroom bereikte ze Kaap de Goede Hoop. Daar kwam de armada in een storm terecht. Het schip van Bartolomeu Dias zonk en Diogo Dias verloor contact met de rest en dreef af naar het eiland Madagascar. Tien jaar eerder had Pêro da Covilhã al melding gemaakt van het eiland.
Op zoek naar de andere kwam hij in de Golf van Aden terecht. Uitgeput meerde hij aan in Eritrea, de bemanning stierf aan ontbering en met zes overgebleven zeelui keerde hij terug naar Portugal. Ter hoogte van Senegal werd hij ingehaald door Nicolau Coelho op de terugweg vanuit India.